# Grana (formaggio)

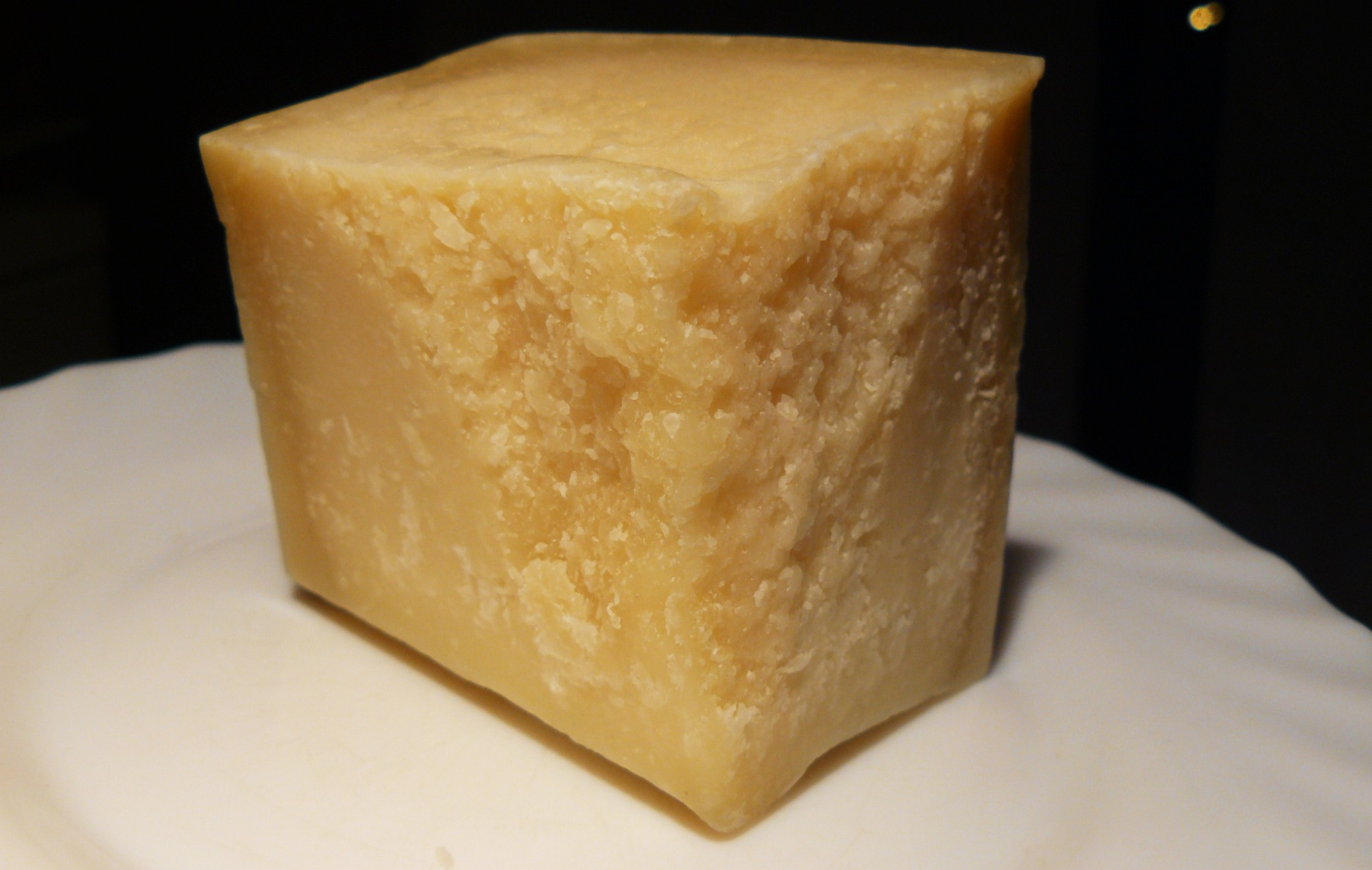
Formaggio grana

Il formaggio grana è un formaggio a pasta dura e granulosa, ottenuto dalla caseificazione del latte bovino, tipico dell'Italia ed in particolare della Pianura Padana lombardo-emiliana. Si produce anche ad alcune zone di Piemonte, Veneto e Trentino-Alto Adige.
Ottenuto in determinate aree geografiche con il rispetto di specifici disciplinari di produzione, è commercializzato con marchi che rappresentano una garanzia di rispetto di un determinato standard qualitativo; nell'Unione europea il termine "grana" è ora legalmente protetto dalla denominazione d'origine protetta "grana padano", cosicché all'interno dell'UE solo il grana padano può essere venduto usando il termine "grana". Numerosi altri formaggi di questa famiglia per legge non possono avere questa denominazione, il più famoso dei quali è il parmigiano-reggiano, anch'esso a denominazione d'origine protetta.

## Caratteristiche

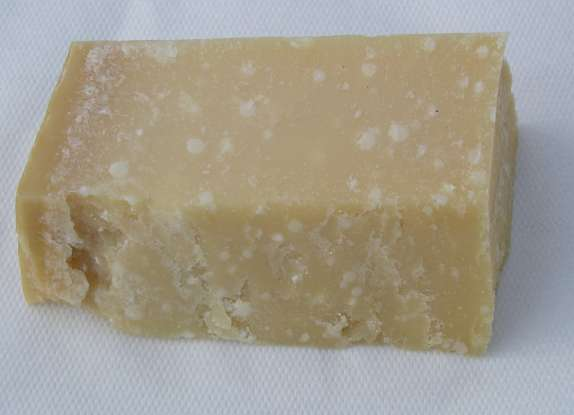
Cristalli bianchi nel Parmigiano Reggiano

Il grana viene prodotto in forme tipiche, rotonde e di grandi dimensioni.
Le forme stagionate non vengono tagliate, ma divise in spicchi triangolari con l'ausilio di particolari coltelli tagliagrana che hanno lo scopo di spaccare il formaggio secondo linee naturali. Le forme non stagionate possono essere tagliate anche con una macchina munita di filo metallico collegato ad una manovella.
La struttura del formaggio viene descritta come granulosa e all'interno possono formarsi dei cristalli, che divantano più visibili se il formaggio stagionato viene tagliato anziché spezzato.

## Tipologie
Rientrano nella categoria dei formaggi grana:
- Bella Lodi
- Bresciangrana
- Gran Biraghi
- Gran Moravia
- Gran piemontino Valgrana
- Gran Serafini
- Gran Soresina
- Grana Padano
- Granone Lodigiano
- Mantuanella
- Parmigiano Reggiano
- Trentingrana

Il granone lodigiano, considerato il capostipite dei formaggi grana, non viene più prodotto dalla fine degli anni '70. Altri formaggi a pasta dura, quali lo sbrinz svizzero, il gouda stagionato olandese e il cheddar inglese stagionato, nonché il pecorino romano, non sono grana ma sono comunque considerati formaggi da grattugia. La loro consistenza è più elastica e quindi la loro pasta si attacca alla grattugia con più facilità.

## Legislazione
Il termine grana originariamente indicava un formaggio caratterizzato dalla struttura granulare della pasta, prodotto nella Pianura Padana, nel nord Italia, fin dall'undicesimo secolo. Il progressivo diffondersi di tale apprezzato alimeno portò all'affermarsi di alcune varietà di grana (Grana lodigiano, emiliano, lombardo, veneto ecc.). Tuttavia, quando con la legge italiana n.125 del 10 aprile 1954 vennero istituite le denominazioni di origine dei formaggi, fu richiesto il riconoscimento della denominazione Grana Padano, in quanto il termine "Padano" fu ritenuto il più idoneo a riunire sotto un'unica indicazione geografica più ampia le diverse varietà di grana.
Di conseguenza nel 1954 il genus grana è stato assorbito nelle species rappresentate dalle nuove denominazioni d'origine e tipiche "Grana Padano" e "Parmigiano Reggiano", estinguendosi dunque come denominazione a sé stante. Non costituisce eccezione a tale dato di fatto la presenza dell'ulteriore tipo di formaggio denominata Trentingrana, che altro non è che un Grana Padano, al quale - in forza di una ben precisa disposizione di legge (D.P.R. 26/01/1987) ed a motivo delle particolari metodologie di produzione - è stata accordata la possibilità di specificare la zona d'origine (provincia autonoma di Trento), pur rimanendo in tutto e per tutto assoggettato alla disciplina del formaggio Grana Padano DOP, di cui mantiene tutte le caratteristiche, dovendo rispettare il medesimo standard produttivo e rimanendo soggetto ai controlli ed ai servizi del Consorzio di tutela del formaggio Grana Padano.
Pertanto, come ribadito anche in una sentenza del tribunale di primo grado della Corte di Giustizia UE (sentenza 12 settembre 2007 nella causa T-291/03), il termine "grana" è parte integrante e caratterizzante della denominazione d'origine protetta Grana Padano, ed è dunque utilizzabile unicamente in abbinamento con il termine "Padano" e con riferimento a formaggio che ha titolo di fregiarsi della D.O.P.

## Caratteristiche
Una forma di formaggio grana deve avere obbligatoriamente un peso variabile compreso tra 24 kg e 40 kg. Per farne un chilo, occorrono ben 16 litri di latte.
La principale differenza tra il Parmigiano Reggiano e il Grana padano riguarda l'alimentazione delle vacche: nel disciplinare di produzione del Parmigiano Reggiano è vietato l'uso degli insilati. Questo alimento può inquinare il latte con le spore del Clostridium tyrobutyricum, predisponendo il formaggio, in fase di stagionatura, all'insorgenza del gonfiore tardivo del grana, una delle alterazioni più gravi a carico di questo prodotto. L'uso degli insilati richiederebbe quindi l'aggiunta al formaggio di un conservante naturale, il lisozima, come avviene nella produzione del Grana Padano, non contemplata invece nel disciplinare di produzione del Parmigiano Reggiano.